# أمينة نازكيدا قادين
أمينة نازكيدا قادين (بالتركية: Emine Nazikeda) (أمينة نازك مارجيم أباظة قادن أفندي; 9 أكتوبر 1866 في تزبلدا في أبخازيا - 4 أبريل 1941 في القاهرة، مصر) هي الزوجة الأولى للسلطان محمد السادس, آخر سلاطين الدولة العثمانية.
كانت ابنة الأمير تزبلدا تشاسان مارستشانيا أمير تزبلدا والأميرة فاطمة كوريدجان أرديبا. في عام 1877، توجهت بها عائلتها إلى المحكمة العثمانية ومنحتها إلى السلطان محمد، وتزوجت به في قصر أورتاكوي في القسطنطينية في 8 يونيو 1885، وأعلنت قرينته الأولى. وأثناء حرب 1919-1923، ساندت المؤسسات الخيرية والمدارس والمستشفيات والمساجد. وفي عام 1922، تمت الإطاحة بالسلطان محمد ونفيه. وظلت هي وأفراد أسرته الباقون تحت الإقامة الجبرية في قصر فيراي بأمر من البرلمان الجديد حتى 10 مارس 1924 عندما نفيت هي الأخرى. عاشت في سانريمو بإيطاليا حتى وفاة زوجها في عام 1926، انتقلت بعد ذلك إلى فرنسا ثم القاهرة منذ عام 1929؛ حيث فارقت الحياة وهي فقيرة.

## السلالة
- سمو الأميرة منيرة سلطان (1888).
- سمو الأميرة فاطمة يولفيا سلطان (قصر أورتاكوي في أورتاكوي في القسطنطينية 11 سبتمبر 1892 – إزمير 25 يناير 1967 ودفنت في حي شنكلكوي في بلدية أسكودار بمحافظة إسطنبول, وتزوجت لأول مرة من سعادة دامات إسماعيل حقي أوكداي بك أفندي (أثينا, 28 أكتوبر 1881 - إسطنبول 11 أكتوبر 1977) في قصر كوروسيسيما في القسطنطينية, في 10 أغسطس 1916، بلا ولد، وكان زواجها الثاني من دامات علي حيدر بك أفندي (جوزتيبي في القسطنطينية 20 سبتمبر 1889 – إسطنبول 5 فبراير 1962) في قصر نيسانتاسي بحي نيسانتاسي في بيرا (اليوم بايوغلو) 1 نوفمبر 1923 بلا ولد أيضًا.
- سمو الأميرة رقية صبيحة سلطان هانم أفندي (قصر أورتاكوي، أورتاكوي، القسطنطينية, 19 مارس/1 أبريل 1894 – إسطنبول، 26 أغسطس 1971), تزوجت من ابن عمها سمو الأمير شاه زاد عمر فاروق أفندي (قصر أورتاكوي، القسطنطينية, 29/27 فبراير 1898 – 28 مارس 1971/1969), ابن الخليفة عبد المجيد الثاني في قصر يلدز في القسطنطينية, في 29 أبريل 1920 وكانت زوجته الأولى.